# María Antonia González Istúriz
María Antonia González Istúriz   (Badajoz, 10 de gener de 1824 - valor desconegut) va ser una cantant i actriu de sarsuela espanyola.
Va néixer a Badajoz el 10 de gener de 1824. Per la seva inclinació a la música, va ser matriculada, juntament amb la seva germana Teresa, el 23 de desembre de 1844 al Reial Conservatori Superior de Música de Madrid, a la segona classe de solfeig, i on va fer els principals estudis, i va continuar sent deixebla de Baltasar Saldoni, de qui va aprendre fins a 1850. Va ser soprano de sarsuela, una de les de més èxit als teatres d'Espanya. Va destacar per la seva veu, no molt extensa, però de timbre agradable i dolç, la seva personalitat i l'excel·lent mètode de cant, que va aprendre de Saldoni. Va actuar al Teatre del Circo; la crítica va elogiar-la, tot i que també li va recomanar corregir defectes. Va desaparèixer aviat dels escenaris a causa de la pèrdua de veu, i després no es tenen més dades d'ella.